# Howerla
Die Howerla (ukrainisch Говерла, ungarisch Hóvár, rumänisch Hovârla, russisch Говерла Gowerla) ist mit 2061 m der höchste Berg der Ukraine. Der Name bedeutet, aus dem Ungarischen übersetzt,  Schneeberg.
Sie befindet sich in der Tschornohora in den Waldkarpaten im Südwesten des Landes, auf der Grenze der Oblast Iwano-Frankiwsk, Rajon Nadwirna und der Oblast Transkarpatien, Rajon Rachiw. Das Gebiet ist Bestandteil des Biosphärenreservats Ostkarpaten und des Nationalparks Karpaten.
Der Normalweg auf die Howerla führt von Nordosten von der Ortschaft Worochta auf einem leichten Wanderweg zum Gipfel. Andere (längere) Anstiege gehen von Westen von Kwassy (ukrainisch Кваси), von Norden von Laseschtschyna oder von Süden vom Dorf Howerla aus.
Südlich der Howerla entspringt der Howerla-Bach, der beim Dorf Howerla in die Weiße Theiß mündet.
Die Aussicht von der Howerla reicht bei sehr guter Sicht bis zum über 200 km entfernten, südwestlich gelegenen Naturpark Apuseni in Rumänien.

## Symbolik
Zum fünfjährigen Jubiläum der Unabhängigkeit der Ukraine wurde 1996 auf dem Gipfel eine steinerne Gedenkplatte gelegt, in der Kapseln mit Erde aus allen Oblasten der Ukraine eingelassen sind. Bereits seit 1990 wird von Bürgervereinigungen am 16. Juli die Flagge der Ukraine gehisst, anlässlich dessen es zu von der lokalen Bevölkerung nicht unumstrittenen massenhaften Besteigungen des Berges kommt, 2017 wurde am Unabhängigkeitstag der Ukraine als Rekord auf dem Berggipfel eine 110 Meter lange ukrainische Flagge entrollt. Zusätzlich zum Gipfelkreuz und dem älteren steinernen Obelisken, der inzwischen blau angestrichen ist, wurde 2007 vor der Gedenkplatte ein Trysub errichtet, das im Oktober von politisch anders – eurasisch – inspirierten Politaktivisten demoliert und zerbrochen, daraufhin 2015 schließlich erneuert wurde.